# Brachythecium flagellare
Brachythecium flagellare är en bladmossart som först beskrevs av Sak., och fick sitt nu gällande namn av Noguchi 1959. Brachythecium flagellare ingår i släktet gräsmossor, och familjen Brachytheciaceae. Inga underarter finns listade i Catalogue of Life.